# Ardıçlı, Murgul
Ardıçlı là một xã thuộc huyện Murgul, tỉnh Artvin, Thổ Nhĩ Kỳ. Dân số thời điểm năm 2010 là 75 người.